# Joan Baptista Subirana i Subirana
Joan Baptista Subirana i Subirana (Rosario de Santa Fe, Argentina, 1904 — Barcelona, 1978) va ser un arquitecte català.

## Biografia
Va estudiar arquitectura a Barcelona, Madrid i al Politècnic Superior de Berlín, becat per l'Alexander von Humboldt Stiftung. Es va titular el 1930. Posteriorment es va llicenciar també en Ciències Exactes, i es va doctorar a la Universitat de Madrid.
A l'inici de la seva carrera va guanyar un concurs per construir una sèrie de cases barates organitzat per l'Ajuntament de València. També va construir un altre conjunt de cases barates a Cartagena, i una sèrie de grups escolars a Madrid i Valladolid. Va organitzar el pavelló espanyol de l'Exposició Internacional d'Habitatge Urbà i Construcció de Barlín de 1931. Va rebre també l'encàrrec de la Generalitat de Catalunya d'un projecte d'organització hospitalària comarcal del Principat.

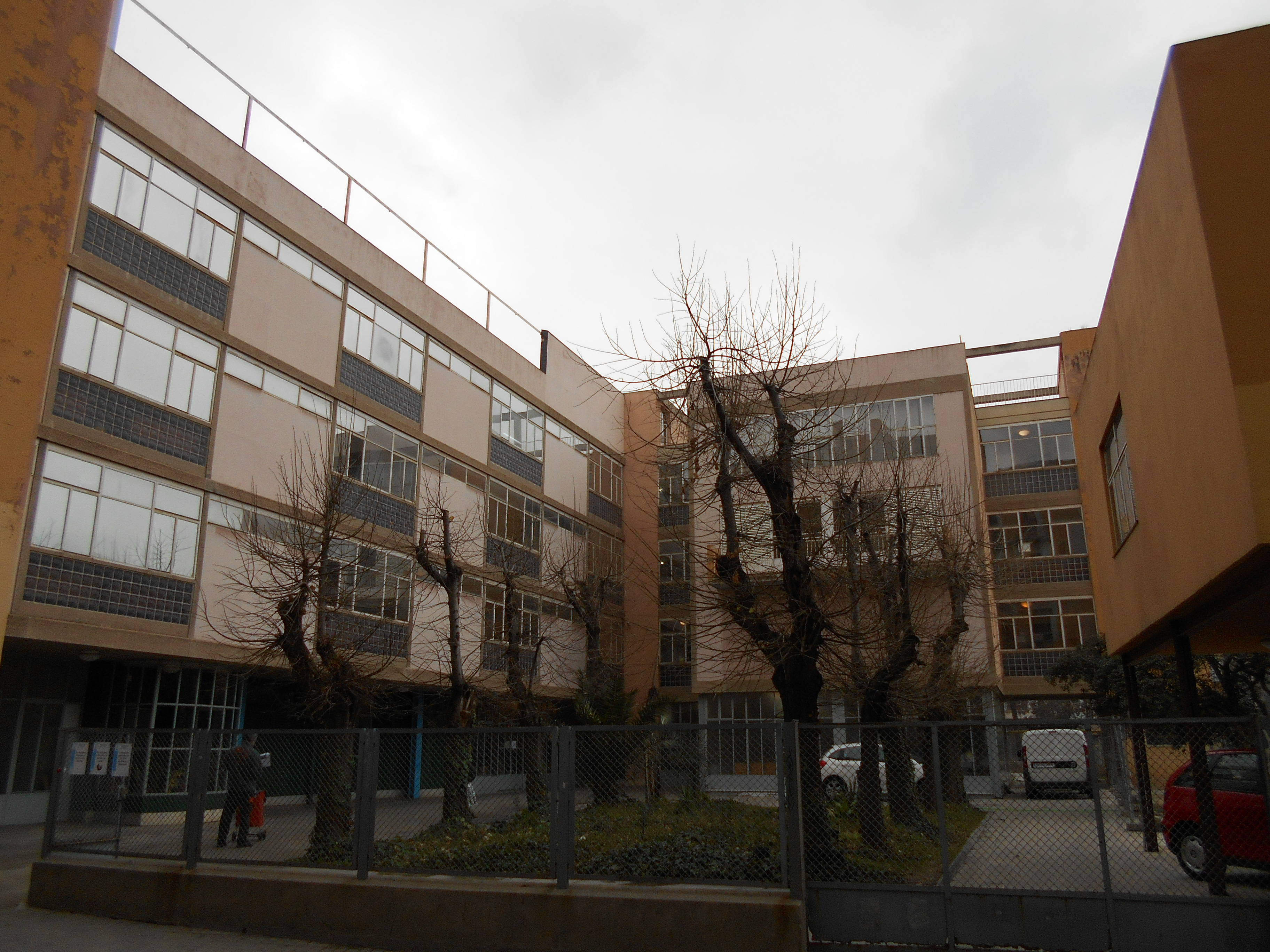
Dispensari Central Antituberculós (1934-1938), de Josep Lluís Sert, Josep Torres Clavé i Joan Baptista Subirana.

En els anys 1930 va ser membre del GATCPAC (Grup d'Artistes i Tècnics Catalans per al Progrés de l'Arquitectura Contemporània), un grup d'arquitectes amb voluntat renovadora i alliberadora del classicisme noucentista, així com la d'introduir a Espanya els nous corrents internacionals derivats del racionalisme. Subirana va treballar en aquests anys en estreta col·laboració amb Josep Lluís Sert i Josep Torres Clavé, amb els qui va elaborar dues obres que van quedar com els millors exponents del racionalisme a la Ciutat Comtal: la casa Bloc (1932-1936) i el Dispensari Central Antituberculós (1934-1938). La primera es basa en el projecte d'habitatges à redent de Le Corbusier (1922), i és un conjunt d'habitatges en forma de S, de blocs llargs i estrets amb estructura metàl·lica de dues crugies, amb accessos als habitatges a través de corredors coberts; el Dispensari presenta dos cossos paral·lels disposats en forma de L, amb un jardí central que serveix d'accés.
També va participar amb els altres membres del GATCPAC en diversos projectes urbanístics, com el Pla Macià (1932-1935), un projecte que preveia una distribució funcional de la ciutat amb un nou ordre geomètric, a través de grans eixos vertebradors i amb una nova façana marítima de grans gratacels, a més de la millora d'equipaments i serveis, el foment de l'habitatge públic i la creació d'un gran parc i centre d'oci al costat del delta del Llobregat, l'anomenada Ciutat de Repòs i Vacances. L'inici de la Guerra Civil va truncar el projecte.
Un altre projecte va ser el Pla de Sanejament del Casc Antic (1935-1937), un intent de renovació del districte de Ciutat Vella que preveia enderrocaments d'illes considerades insalubres, un esponjament de l'espai urbà i la creació d'equipaments de caràcter higiènic, tot això recolzat en una decidida intervenció pública, fet que va afavorir el decret el 1937, en el transcurs de la Guerra Civil, de la municipalització de la propietat urbana.
Durant aquests anys va ser col·laborador també de la revista AC. Documentos de Actividad Contemporánea (1931-1937), dirigida per Torres Clavé, basada en revistes avantguardistes com Das Neue Frankfurt, dirigida per Ernst May, o L'Esprit Nouveau, de Le Corbusier i Amédée Ozenfant.
De la resta de les seves obres cal citar: els Estudis Cinematogràfics Orphea Films, la sala Bagdad de l'avinguda del Paral·lel, la Cafeteria Americana Kansas al passeig de Gràcia, la Filatèlia Pedro Monje al carrer de Ferran, uns laboratoris i fàbrica de colònies al carrer Numància, diverses estacions de servei i garatges a Barcelona, Badalona, Mataró, Pamplona i Madrid, uns habitatges obrers a Campdevànol, i diversos xalets a Figaró, Sant Hilari Sacalm i Sant Feliu del Racó.